# Radicaal 10
Van de in totaal 214 Kangxi-radicalen heeft radicaal 10 de betekenis benen en voet. Het is een van de drieëntwintig radicalen die bestaan uit twee strepen.
In het Kangxi-woordenboek zijn er 52 karakters die dit radicaal gebruiken.

## Karakters met het radicaal 10

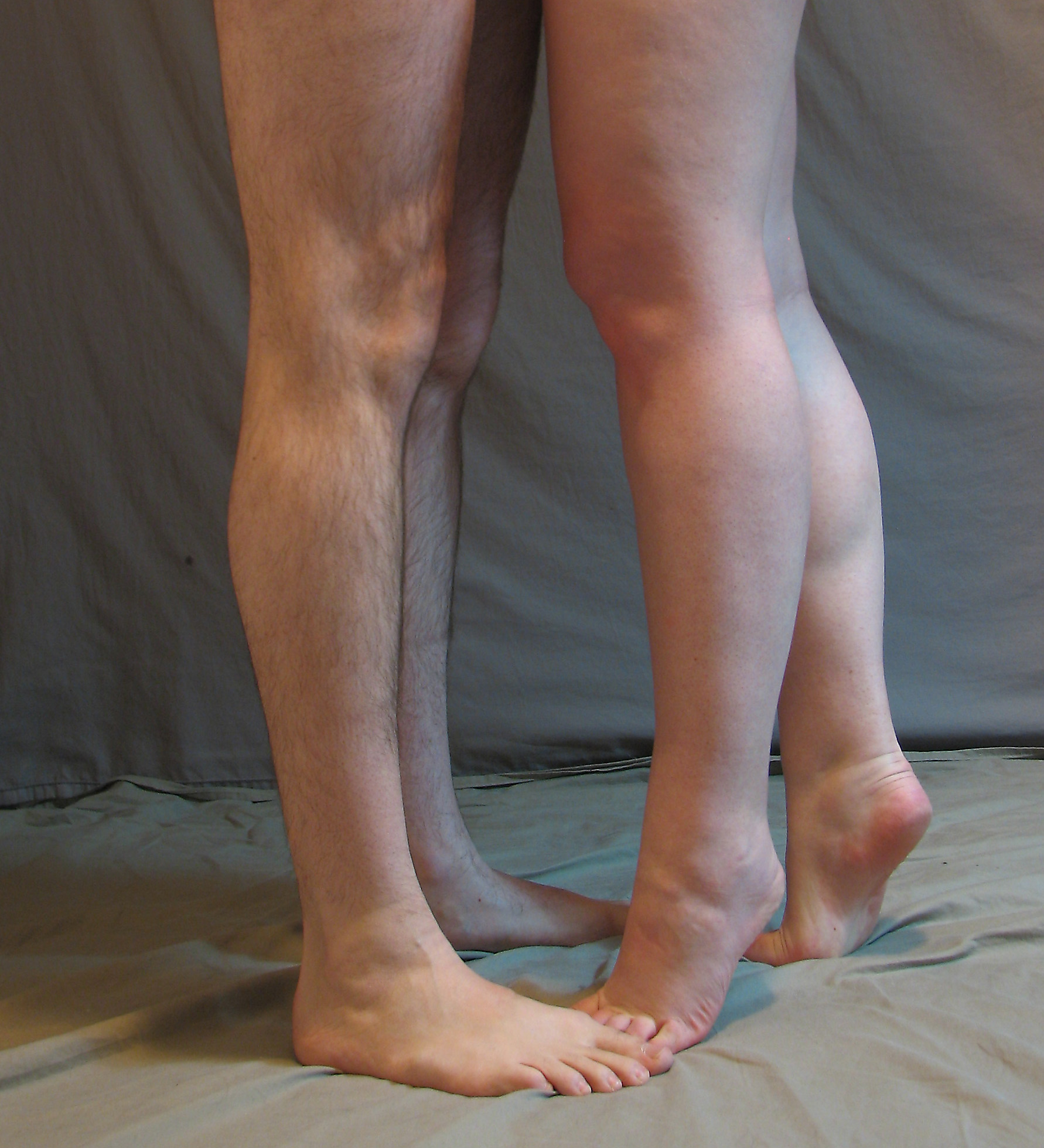
Benen en voeten

| Strepen | Karakter             |
| ------- | -------------------- |
| + 0     | 儿                   |
| + 1     | 兀                   |
| + 2     | 允 兂 元             |
| + 3     | 兄                   |
| + 4     | 充 兆 兇 先 光 兊 尧 |
| + 5     | 克 兌 兎 兏 児 兑    |
| + 6     | 免 兒 兓 兔 兕 兖    |
| + 7     | 兗 兘 兙             |
| + 8     | 党 兛                |
| + 9     | 兜 兝 兞             |
| + 10    | 兟 兠                |
| + 11    | 兡                   |
| + 12    | 兢                   |
| + 14    | 兣                   |
| + 19    | 兤                   |

Orakelbotkarakter
Bronskarakter
Groot zegelkarakter
Klein zegelkarakter